# 竜華区 (海口市)
竜華区（りゅうか-く）は中華人民共和国海口市に位置する市轄区。

## 歴史
2002年、海口市新華区が廃止されることが決定され、旧新華区と瓊山市の一部を統合し2003年1月1日に竜華区が設置した。

## 行政区画
下部に6街道、5鎮を管轄する
- 街道
  - 中山街道、浜海街道、金貿街道、大同街道、海墾街道、金宇街道
- 鎮
  - 城西鎮、竜橋鎮、新坡鎮、遵譚鎮、竜泉鎮

## 交通

### 鉄道
- 中国鉄路総公司
  - 海南東環鉄道
    - 海口東駅

### 道路
- 高速道路
  - 海南地区環線高速道路